# مونته‌لئونه سابینو
مونته‌لئونه سابینو (به ایتالیایی: Monteleone Sabino) یک کومونه در ایتالیا است که در استان ریتی واقع شده‌است.

## خصوصیات
مونته‌لئونه سابینو ۱۸٫۸ کیلومترمربع مساحت و ۱٬۲۵۷ نفر جمعیت دارد و ۴۹۶ متر بالاتر از سطح دریا واقع شده‌است.

## خواهرخوانده
شهر Santa Vittoria in Matenano خواهرخواندهٔ مونته‌لئونه سابینو هست.